# Giuseppe Mario Moretto
Giuseppe Mario Moretto (San Donà di Piave, 30 novembre 1936) è un ex arbitro di calcio italiano.

## Carriera
Appartiene inizialmente alla sezione AIA di Mestre, successivamente dal 1964 entra a far parte della neo costituita sottosezione AIA di San Donà di Piave, poi in seguito divenuta sezione vera e propria..
Diviene arbitro effettivo nella stagione sportiva 1956-1957. Messosi particolarmente in luce nella direzione di gare in ambito provinciale e regionale viene insignito del "Premio Giuseppe Scarpi" quale miglior arbitro giovane della sezione AIA di Mestre a cui dal 1952 è dedicata la sezione. Nella stagione 1960-1961 inizia a dirigere nei campionati semiprofessionistici (a disposizione della C.A.S.P.), venendo poi inserito stabilmente nell'elenco di arbitri a disposizione del "Commissariato Arbitri Lega Semi-Professionisti (C.A.S.P.) a partire dalla stagione 1962-1963.
Esordisce in Serie C nella stagione 1963-1964 nella gara del 17 maggio 1964 Legnano-Ivrea 2-1..
Esordisce in Serie B nella stagione 1967-1968 nella gara del 31 dicembre 1967 Perugia-Lecco 3-2, una categoria che diviene abituale dalla stagione 1970-1971. In seguito, il 3 settembre 1969, debutta anche in Coppa Italia dirigendo la gara Livorno-ArezzoArezzo 0-0.
Nella stagione 1971-72 arriva l'esordio in Serie A. È il 16 aprile 1972 quando dirige la gara Varese-Sampdoria vinta dagli ospiti per 1-0.
Contestualmente alla carriera in massima serie iniziano anche gli impegni internazionali in qualità di assistente arbitrale. Particolarmente numerosi quelli in Coppa U.E.F.A., decisamente più prestigioso quello del 25 ottobre 1972 quando è uno dei due guardialinee di Aurelio Angonese nella gara di Coppa dei Campioni tra il CSKA Sofia e l'Ajax vinta dagli olandesi per 3-1. Sempre in qualità di assistente arbitrale ha partecipato anche ad una gara delle qualificazioni del campionato europeo per nazioni 1976 coadiuvando l'arbitro Alberto Michelotti nella gara Cecoslovacchia-Inghilterra vinta dai padroni di casa per 2-1.
In qualità di arbitro ha diretto anche 5 gare del Torneo Giovanile di Viareggio tra le quali, nell'edizione 1971, la semifinale Inter-Fiorentina vinta dai milanesi per 1-0.
L'ultima sua direzione in Serie A è stata il 28 marzo 1976 nella gara tra Roma e Fiorentina terminata sul 2-2..
Complessivamente ha arbitrato 7 gare in Serie A, 78 in Serie B e 15 in Coppa Italia
.
Nel 1978 è stato nominato "arbitro benemerito" dall'allora presidente dell'Associazione Italiana Arbitri Giulio Campanati. A fine carriera ha svolto alcuni incarichi da dirigente sia nell'A.I.A. che in F.I.G.C..